# چهی‌میندسنت
چِهی‌میندسِنت (به مجاری:  Csehimindszent) یک شهرداری در شهرستان واش در مجارستان است. چهی‌میندسنت ۱۵٫۴۳ کیلومتر مربع مساحت و ۴۲۱ نفر جمعیت دارد.